# سیارک ۲۶۴۱۴
سیارک ۲۶۴۱۴ (به انگلیسی: 26414 Amychyao، نامگذاری:1999XS65)۲۶۴۱۴مین سیارک کشف شده‌است که در ۰۷ دسامبر ۱۹۹۹ کشف شد.